# Gheorghe Săsărman

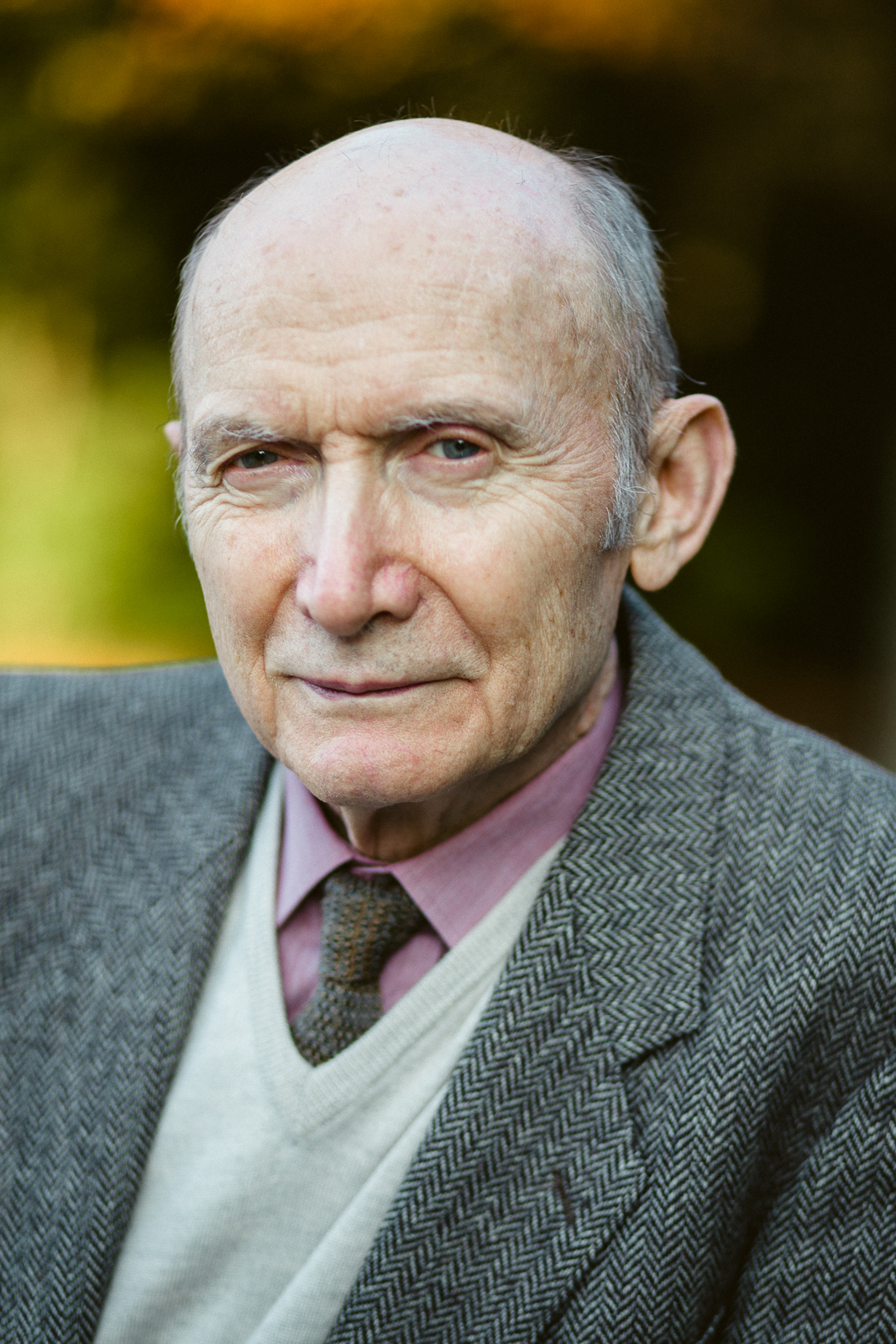
Gheorghe Săsărman ist ein in Deutschland lebender Schriftsteller rumänischer Herkunft

Gheorghe Emil Săsărman (* 1941 in Bukarest, Rumänien) ist ein rumänischer Schriftsteller und Journalist; seit 1983 lebt er in Deutschland.

## Leben und Werk
Gheorghe Sasarman ist in einer griechisch-katholischen Familie, die sich aus Nord-Siebenbürgen nach Bukarest geflüchtet hatte, geboren. Er studierte Architektur am Bukarester Ion-Mincu-Institut. 1965 wurde er Redakteur bei der Tageszeitung Scânteia, bis er 1974 bei der Zeitschrift Contemporanul arbeitete.
Gezwungen aus politischen Gründen (ein Bruder entschloss sich „illegal“ für den Verbleib in Kanada) die journalistische Tätigkeit aufzugeben, verließ er das Land, um sich 1983 in München niederzulassen. Hier arbeitete er als Informatiker. Nach 1989 nahm er seine publizistische Tätigkeit mit Beiträgen in der Heimat- und Auslandspresse wieder auf. Zwischen 2005 und 2010 war Direktor und Herausgeber der Zeitschrift Apoziţia (neue Reihe), München.
1962 erfolgte sein Debüt als Schriftsteller, er veröffentlichte in den folgenden Jahren Prosabände und Romane; Übersetzungen zweier seiner Werke erschienen in Deutschland, Frankreich, Spanien, USA, Japan und Italien, des Weiteren Kurzprosa in Zeitschriften und Anthologien in Rumänien, Deutschland, Frankreich, Italien, Spanien, Polen, Ungarn, Japan. Ein Theaterstück wurde im Gasteig/München und am Bukarester Theater C. I. Nottara aufgeführt.

## Veröffentlichungen

### Prosa
- Oracolul (Das Orakel), Erzählungen, Verlag Tineretului, Bukarest 1969
- Cuadratura cercului (Die Quadratur des Kreises), phantastische Prosa, Dacia Verlag, Klausenburg 1975 (zensierte Fassung)
  - Cuadratura cercului, Dacia Verlag, Klausenburg 2001 (zweite, vollständige Ausgabe)
  - Cuadratura cercului, Nemira Verlag, Bukarest 2013 (dritte Ausgabe)
  - La quadrature du cercle, Éd. Noël Blandin, Paris 1994
  - La cuadratura del círculo, La Biblioteca del Laberinto, Madrid 2010
  - Squaring the Circle, Aqueduct Press, Seattle 2013 (übersetzt von Ursula K. Le Guin)
  - Die Quadratur des Kreises, Verlag Lindenstruth, Giessen 2016
  - 方形の円 (japanische Fassung von Cuadratura cercului), Verlag Tokyo Sogensha, Tokyo 2019; 2023
  - La quadratura del cerchio, Future Fiction, Roma 2023
- Himera (Die Chimäre), Erzählungen und Novellen, Albatros Verlag, Bukarest 1979
- 2000, Roman, Eminescu Verlag, Bukarest 1982
  - Die Enklaven der Zeit, Heyne Verlag, München 1986 (deutsche Fassung)
- Cupa de cucută (Der Schierlingsbecher), Roman, Sedona Verlag, Timișoara 1994
- Cupa cu cucută, Roman, Dacia Verlag, Klausenburg 2002 (non-SF Fassung)
- Sud contra Nord, Roman, Dacia Verlag, Klausenburg 2001
- Vedenii (Gespenster), Erzählungen, Verlag Ideea Europeană, Bukarest 2007
- Nemaipomenitele aventuri ale lui Anton Retegan și ale dosarului său, (Die unerhörten Abenteuer Anton Retegans und seiner Akte), Roman, Nemira Verlag, Bukarest 2011
- Varianta balcanică îmbunătățită (Die verbesserte balkanische Variante), Prosa und Theater, Nemira Verlag, Bukarest 2014
- Adevărata cronică a morții lui Yeșua Ha-Nozri (Die wahre Chronik des Todes Jeschua Ha-Nozris), Roman, Polirom Verlag, Iassi 2016
- Alfabetul distopiilor (Das Alphabet der Dystopien), Roman, Verlag Școala Ardeleană, Klausenburg 2021
- Suferințele bătrânului Wernher (Die Leiden des alten Wernher), Roman, Verlag Școala Ardeleană, Klausenburg 2023
- De ce scrii nu scapi (Dem geschriebenen entkommt man nicht), Prosa, Verlag Școala Ardeleană, Klausenburg 2024

### Theater
- Farul (Der Leuchtturm), (Observator, München, Nr. 1–2, 2000, p.56-73)
- Deus ex machina (Gasteig, München, 2005; Theater C. I. Nottara, Bukarest, 2006–2009)

### Non-Fiction
- Cunoaștere și credință. Lecturi paralele (Wissen und Glaube. Parallellektüren), Nemira Verlag, Bukarest 2014

### Publizistik
- Între oglinzi paralele (Zwischen parallelen Spiegeln), Haus des Wissenschaftlichen Buches, Klausenburg 2009
- În fața oglinzii (Vor dem Spiegel), Haus des Wissenschaftlichen Buches, Klausenburg 2020

### Architekturtheorie
- Funcțiune, spațiu, arhitectură (Funktion, Raum, Architektur), Essay, Meridiane Verlag, Bukarest 1979 (Dissertation)
- Gîndirea estetică în arhitectura românească (Ästhetisches Denken in der rumänischen Architektur), Meridiane Verlag, Bukarest 1983 (Einführung, allgemeine Koordination)
- Estetica (Die Ästhetik), Abhandlung, Verlag der Akademie, Bukarest 1983 (Kapitel Ästhetik der Architektur)

## Mitgliedschaft
- Architektenverband Rumäniens (1966–1983)
- Schriftstellerverband Rumäniens (seit 1978)
- Verein rumänischer und deutscher Schriftsteller in Bayern (seit 1998)
- Journalistenverband (1965–1983)
- Verband professioneller Journalisten Rumäniens (seit 2006)
- Deutsch-Rumänische Kulturgesellschaft „Apoziţia“ e.V., München (seit 1990); geschäftsführender Vorsitzender (2005–2008)
- Bund Rumänisch-Deutscher Vereine in Deutschland e.V.; Gründer, Vorsitzender (2002–2004), Ehrenvorsitzender (2004-2019)

## Auszeichnungen
- 1962: Internationaler Preis beim literarischen Wettbewerb Ost-Europäischer Länder
- 1979: Preis des Architektenverbandes für das Essay Function, Raum, Architektur
- 1980: Der Preis Europa, beim Europäischen Konvent EUROCON V (Stresa / Italien)
- 1982: Preis der Zeitschrift Ştiinţă şi Tehnică, für den Roman 2000
- 2012: Preis "Ion Hobana", Opera Omnia, verliehen vom Rumänischen Schriftstellerverband, Bukarester Filiale
- 2017: Preis "Liviu Rebreanu" (Buch des Jahres - Prosa), verliehen vom Rumänischen Schriftstellerverband, Klausenburger Filiale, für den Roman "Adevărata cronică a morții lui Yeșua Ha-Nozri"
- 2021: Sonderpreis COLIN „für außerordentliche Beiträge zur rumänischen Phantastik“
- 2022: Preis für Roman, beim Rumänischen Konvent ROMCON